# Gerdt Ehrenschantz
Gerdt Ehrenschantz (före adlandet Ernst), född 1663, död 1703 i Warszawa, var en svensk fortifikationsofficer.

## Biografi
Gerdt Ehrenschantz var son till kamreraren Peter Ernst. Han studerade vid Strängnäs gymnasium och blev därefter student vid Uppsala universitet 1679. 1682 blev han kopist vid fortifikationskontoret i Stockholm, 1684 underkonduktör där och 1687 konduktör. Från 1681 tjänstgjorde han huvudsakligen under Erik Dahlbergh och blev 1687 handskrivare hos denne sedan han utsetts till landshövding i Jönköpings län. Han deltog i dennes resor bland annat med Karl XI till Jämtland och 1689 till norska gränskommissionsförrättningen. Han förälskade sig där i en dotter till Petrus Cederschiöld som dock vägrade gifta bort sin dotter med en ofrälse. Först skulle Gerdt Ernst skicka in en ansökan om dispens för giftermålet till Kunglig Majestät där han även anhöll om adelskap. Trots sin ungdom och ännu blygsamma karriärbana lyckades han med stöd från Cederschiöld och Dahlbergh 1691 vinna adelskap och kunde gifta sig med sin fästmö.
Samma år befordrades han till kapten och blev lärare för de kungliga pagerna i fortifikation och matematik. 1693–1694 reste Ehrenschantz för att delta i pfalziska tronföljdskriget. Efter hemkomsten fortsatte han som lärare för de kungliga pagerna men undervisade även Fortifikationskontoret. Han biträdde även Erik Dahlbergh med hans konceptteckningar för Suecia antiqua et hodierna. Under en ny resa 1697–1698 återvände Ehrenschantz till Pfalziska kriget och krigsskådeplatserna i Brabant och for därefter till Paris och Pfalz-Zweibrücken. I Pfalz-Zweibrücken studerade han bergverken om vilket han sedan skickade en rapport till Bergskollegium. Efter sin återkomst till Sverige fick han rekommendation av Carl Magnus Stuart som en av de främsta yngre fortifikationsofficerarna och åtföljde honom under en resa till Viborg och Östersjöprovinserna och väl där fick han ersätta Paul von Essen som generalkvartermästarlöjtnant i Reval med rang av överstelöjtnant. Efter krigsutbrottet i april 1700 fick Ehrenschantz befälet över fortifikationsfältstaten vid Otto Vellingks armé och under sommaren blev han chef för fortifikationsfältstatens 4:e kompani, avsett för livländska armén. 6 oktober mötte han Karl XII i Pernau, varvid han fick order om att följa kungens armé. I slaget vid Narva var Karl XII anfallsplan baserat på ett kartutkast över de ryska linjerna som ritats av Ehrenschantz. Ehrenschantz fick i mars 1701 tillstånd att inspektera befästningsarbetena i Reval, Pernau, Dorpat och Arensburg. Under 1701 och 1702 tjänstgjorde han tillfälligt som generalkvartermästare vid den kungliga armén. Under slaget vid Kliszów tjänstgjorde han vid kungens sida. I slutet av 1702 insjuknade Ehrenschantz och fördes då till Warszawa för vård där han avled.